# Microscópio de corrente de tunelamento

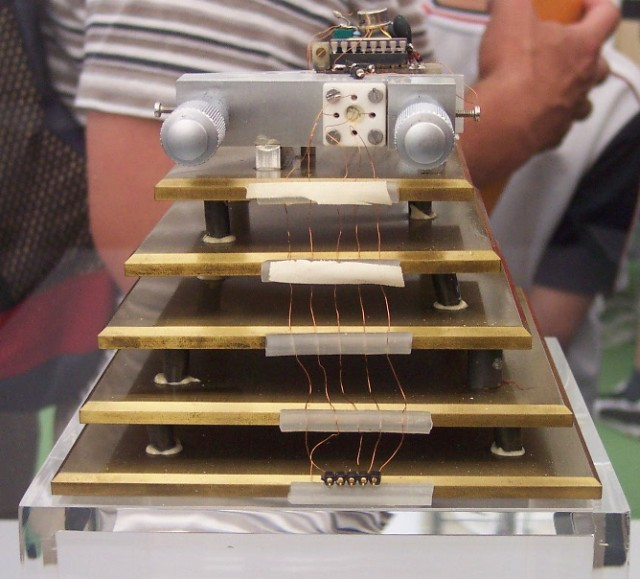
Um microscópio de varredura por tunelamento pelo lado de fora

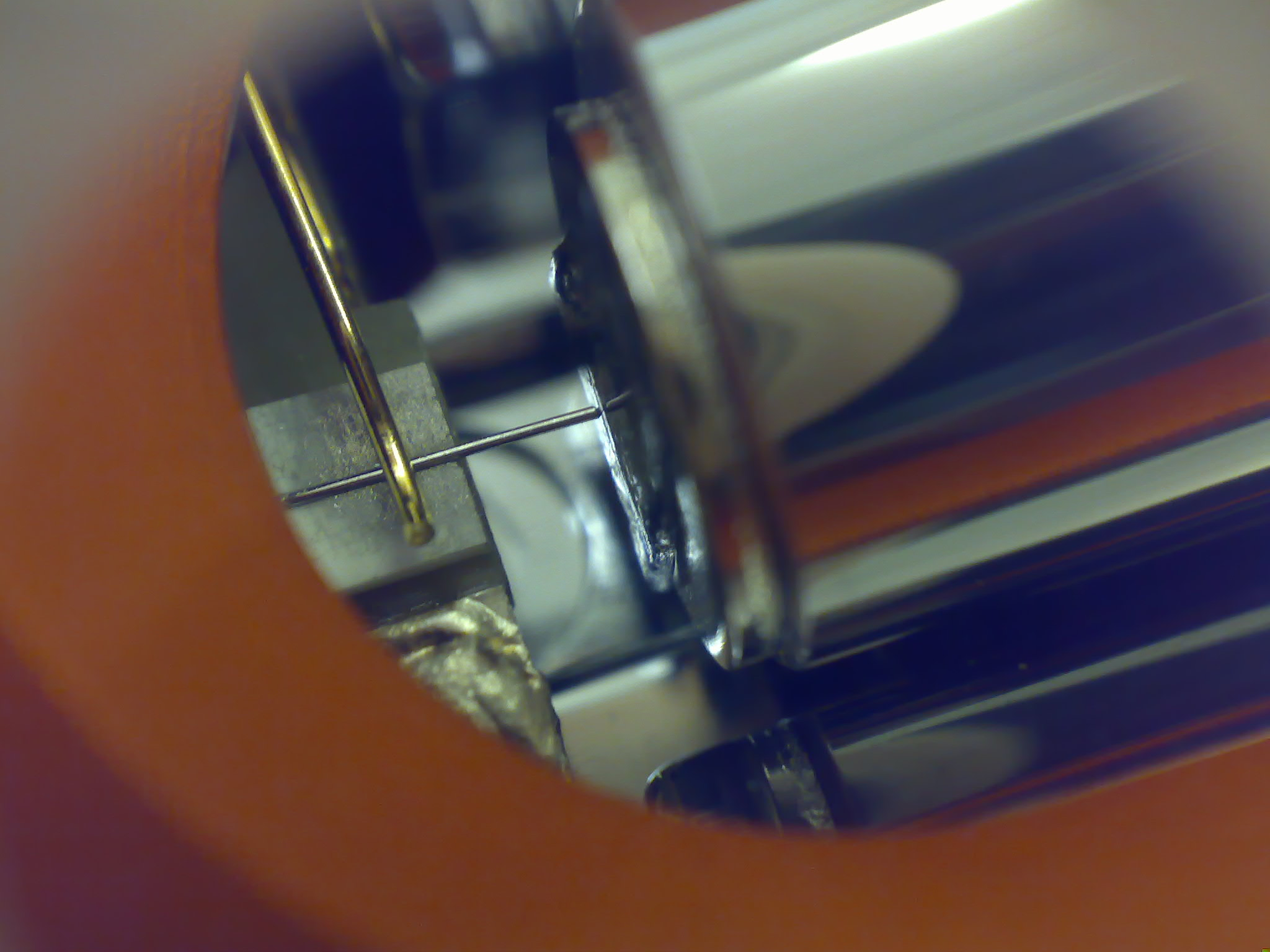
Interior do microscópio

Um microscópio de corrente (ou varredura) por tunelamento (conhecido também por STM, scanning tunneling microscope, sua sigla em inglês) é um instrumento que permite obter imagens de átomos e moléculas, isto é, imagens a nível atômico. Seu desenvolvimento, em 1981, fez com que seus inventores, Gerd Binnig e Heinrich Rohrer (IBM Zürich), recebessem o Prémio Nobel de Física em 1986. Para um STM, é considerado que uma boa resolução é 0,1 nm de resolução lateral e 0,01 nm de resolução de profundidade. Com esta resolução, átomos individuais dentro dos materiais são rotineiramente visualizados e manipulados. Um STM pode ser usado não apenas em ultra-alto vácuo mas também no ar, água e múltiplos outros líquidos ou ambientes gasosos, e em temperaturas que variam do zero absoluto a algumas centenas de graus Celsius.
O STM é baseado no conceito de tunelamento quântico. Quando uma ponta condutora é posicionada muito próximo da superfície a ser analisada, uma corrente de polarização (diferença de tensão elétrica) aplicada entre os dois pode permitir aos electrões passar através do vácuo entre ambos. A corrente de tunelamento é uma função da posição da ponta, tensão elétrica aplicada e a densidade local de estados da amostra. A informação é adquirida monitorando a corrente conforme a posição da ponta através da superfície, e é usualmente visualizada em forma de uma imagem. A microscopia de varredura por tunelamento pode ser uma técnica desafiadora, já que requer superfícies extremamente limpas e estáveis, pontas afiadas, excelente controle de vibrações e eletrônica sofisticada. 

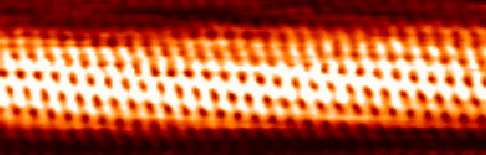
imagem da STM de nanotubos de carbono

## Princípio de funcionamento
Simplificadamente, o microscópio tem uma sonda apontada para a superfície a ser representada, com uma ponta que irá varrer a superfície. Através de um sistema servo em tempo real, um computador ajusta a altura da ponta, mantendo uma corrente elétrica constante (a corrente de tunelamento), e armazena essa altura, o que permite reconstruir a superfície.
Para isso, um sistema de alta precisão, que usa um sistema piezoelétrico, posiciona um driver avançado na frente da superfície em estudo, o qual mede a corrente oriunda da passagem de elétrons por tunelamento entre a ponta e a superfície. Na maioria dos casos, a corrente varia muito rapidamente (exponencialmente) com a distância entre a sonda e a amostra, com uma distância média de algumas dezenas de nanômetros.
A ponta faz um movimento de varredura sobre a amostra, ajustando a altura através de um mecanismo de realimentação (feedback), de forma a manter uma intensidade constante da corrente de tunelamento. Pode-se, então, determinar o perfil da superfície com uma precisão menor que as distâncias interatômicas, da ordem de femtômetros.